# Parallelia humilis
Parallelia humilis är en fjärilsart som beskrevs av Holland 1894. Parallelia humilis ingår i släktet Parallelia och familjen nattflyn. Inga underarter finns listade i Catalogue of Life.